# Until It's Gone
Singles de Linkin Park
Guilty All The Same
(2014) Final Masquerade
(2014)
Pistes de The Hunting Party
Wastelands Rebellion
Until It's Gone est le deuxième single du sixième album studio The Hunting Party du groupe de nu metal américain Linkin Park. Il est dévoilé le 5 mai 2014 sur Virgin Radio en France.

## Classements hebdomadaires
| Classement (2014)                         | Meilleure position |
| ----------------------------------------- | ------------------ |
| Allemagne (GfK Entertainment)             | 24                 |
| Autriche (Ö3 Austria Top 40)              | 33                 |
| États-Unis (Mainstream Rock Tracks chart) | 1                  |
| France (SNEP)                             | 104                |
| Royaume-Uni (UK Singles Chart)            | 78                 |
| Royaume-Uni (UK Rock Chart)               | 1                  |
| Suisse (Schweizer Hitparade)              | 23                 |